# 3690 Larson
3690 Larson (1981 PM) là một tiểu hành tinh vành đai chính được phát hiện ngày 3 tháng 8 năm 1981 bởi E. Bowell ở Flagstaff (AM).